# Sirin bint Shamun
Sirin bint Shamun eller Sîrîn bint Sham'ûn (Arabiska: سيرين بنت شمعون), död efter 628, var en av den muslimska profeten Muhammads slavar.
Sirin bint Shamun (Serene) var en koptisk kristen slavinna från Egypten. 
Enligt traditionen sände Muhammad år 628 ut en proklamation om sin monoteism till alla Mellanösterns härskare och inbjöd dem att ansluta sig till islam. Han sände en deputation med det budskapet under Hatib ibn Abi Balta'ah till den kristne guvernören Al-Muqawqis, som rimligen borde vara samma person som Cyrus av Alexandria, som var Bysantinska rikets guvernör i Alexandria vid denna tid. När deputationen återvände från Egypten medförde den flera gåvor från Al-Muqawqis till Muhammad i Medina: däribland en mula, en åsna,  eunucken Mabur, och två flickor, Sirin och hennes syster Maria al-Qibtiyya. Systrarna konverterades enligt uppgift till islam av Hatib ibn Abi Balta'ah innan han överlämnade dem till Muhammad. 
Enligt islam kunde en man inte ha samlag med två systrar. Maria beskrivs som vacker, och Muhammad behöll henne som konkubin, medan han gav hennes syster som gåva till Hassan ibn Thabit, som gifte sig med henne. Hon blev mor till Abdurahman ibn Hassan.